# Philautus dimbullae
Philautus dimbullae är en groddjursart som först beskrevs av Shreve 1940.  Philautus dimbullae ingår i släktet Philautus och familjen trädgrodor. Inga underarter finns listade i Catalogue of Life.